# Mélykút
Mélykút är en ort i Ungern.   Den ligger i provinsen Bács-Kiskun, i den centrala delen av landet, 140 km söder om huvudstaden Budapest. Mélykút ligger 133 meter över havet och antalet invånare är 5 766.
Terrängen runt Mélykút är mycket platt. Runt Mélykút är det glesbefolkat, med 11 invånare per kvadratkilometer. Närmaste större samhälle är Jánoshalma, 10,2 km norr om Mélykút. Trakten runt Mélykút består till största delen av jordbruksmark.